# Blerim Džemaili
Blerim Džemaili (în albaneză Blerim Xhemaili pronunție în albaneză [blɛˈɾim dʒɛˈmaili]; n. 12 aprilie 1986) este un fotbalist elvețian de origine albaneză, care în prezent evoluează la clubul Bologna din Serie A pe postul de mijlocaș.
Din 2006 joacă pentru echipa națională de fotbal a Elveției, reprezentând țara la două campionate mondiale, în 2006 și 2014.

## Biografie și carieră
Blerim s-a născut în familia lui Fekredin și Shemije Džemaili, niște albanezi din Bogovinje, fosta Iugoslavie. La vârsta de 4 ani, familia sa a emigrat în Zürich, Elveția. La vârsta de 9 ani, Blerim a fost admis la clubul Oerlikon Zürich, iar peste un an a trecut la FC Unterstrass. La vârsta de 14 ani, Blerim a fost legitimat la echipa YF Juventus din liga a treia, ca junior, iar în 2001 a ajuns la FC Zürich.

## Statistici carieră

### Club
La 20 mai 2015.
| Club             | Sezon            | Campionat | Campionat | Cupă    | Cupă   | Altele  | Altele | Europa  | Europa | Total   | Total  |
| Club             | Sezon            | Meciuri   | Goluri    | Meciuri | Goluri | Meciuri | Goluri | Meciuri | Goluri | Meciuri | Goluri |
| ---------------- | ---------------- | --------- | --------- | ------- | ------ | ------- | ------ | ------- | ------ | ------- | ------ |
| Bolton Wanderers | 2007–08          | 0         | 0         | 1       | 0      | 0       | 0      | —       | —      | 1       | 0      |
| Bolton Wanderers | Total            | 0         | 0         | 1       | 0      | 0       | 0      | —       | —      | 1       | 0      |
| Torino           | 2008–09          | 30        | 0         | 2       | 0      | —       | —      | —       | —      | 32      | 2      |
| Torino           | Total            | 30        | 0         | 2       | 0      | —       | —      | —       | —      | 32      | 0      |
| Parma            | 2009–10          | 19        | 1         | 2       | 0      | —       | —      | —       | —      | 21      | 1      |
| Parma            | 2010–11          | 30        | 1         | 1       | 0      | —       | —      | —       | —      | 31      | 1      |
| Parma            | Total            | 49        | 2         | 3       | 0      | —       | —      | —       | —      | 52      | 2      |
| Napoli           | 2011–12          | 28        | 3         | 5       | 0      | —       | —      | 6       | 0      | 39      | 3      |
| Napoli           | 2012–13          | 34        | 7         | 0       | 0      | 0       | 0      | 7       | 2      | 41      | 9      |
| Napoli           | 2013–14          | 24        | 6         | 1       | 0      | —       | —      | 4       | 0      | 29      | 6      |
| Napoli           | Total            | 86        | 16        | 6       | 0      | 0       | 0      | 17      | 2      | 109     | 18     |
| Galatasaray      | 2014–15          | 11        | 0         | 5       | 1      | 0       | 0      | 4       | 0      | 20      | 1      |
| Galatasaray      | Total            | 11        | 0         | 5       | 1      | 0       | 0      | 4       | 0      | 20      | 1      |
| Totaluri carieră | Totaluri carieră | 176       | 18        | 17      | 1      | 0       | 0      | 21      | 2      | 214     | 21     |

### Goluri internaționale
| #  | Data              | Stadion                                    | Adversar      | Scor | Rezultat | Competiția                                             |
| -- | ----------------- | ------------------------------------------ | ------------- | ---- | -------- | ------------------------------------------------------ |
| 1. | 6 septembrie 2013 | Stade de Suisse, Berna, Elveția            | Islanda       | 4–1  | 4–4      | Calificările pentru Campionatul Mondial de Fotbal 2014 |
| 2. | 20 iunie 2014     | Arena Fonte Nova, Salvador, Brazilia       | Franța        | 1–5  | 2–5      | Campionatul Mondial de Fotbal 2014                     |
| 3. | 14 octombrie 2014 | San Marino Stadium, Serravalle, San Marino | San Marino    | 3–0  | 4–0      | Preliminariile Campionatului European de Fotbal 2016   |
| 4. | 10 iunie 2015     | Stockhorn Arena, Thun, Elveția             | Liechtenstein | 1–0  | 3–0      | Meci amical                                            |
| 5. | 10 iunie 2015     | Stockhorn Arena, Thun, Elveția             | Liechtenstein | 3–0  | 3–0      | Meci amical                                            |

## Palmares

### Club
FC Zürich
- Swiss Super League: 2005-06, 2006-07
- Cupa Elveției: 2004-05

Napoli
- Coppa Italia: 2011–12, 2013–14

Galatasaray
- Süper Lig: 2014–15
- Cupa Turciei: 2014–15